# Jan Thorovský
Jan Thorovský (* 14. března 1946) je bývalý český fotbalista, útočník.

## Fotbalová kariéra
V československé lize hrál za TJ SU Teplice. Nastoupil ve 125 ligových utkáních a dal 18 gólů. Do Teplic přišel z Slovanu Liberec a z Teplic odešel do LIAZ Jablonec. Vítěz Českého poháru a finalista Československého poháru 1977 a finalista Českého poháru 1973. Ve druhé lize hrál i za Baník Most.

## Ligová bilance
| Ročník                                   | Zápasy | Góly | Klub          |
| ---------------------------------------- | ------ | ---- | ------------- |
| 1. československá fotbalová liga 1972/73 | 12     | 0    | SU Teplice    |
| 1. československá fotbalová liga 1973/74 | 26     | 6    | SU Teplice    |
| 1. československá fotbalová liga 1974/75 | 29     | 2    | SU Teplice    |
| 1. československá fotbalová liga 1975/76 | 30     | 6    | SU Teplice    |
| 1. československá fotbalová liga 1976/77 | 28     | 4    | SU Teplice    |
| Česká národní fotbalová liga 1978/79     | -      | -    | LIAZ Jablonec |
| CELKEM 1. liga                           | 125    | 18   |               |